# Tall in the Saddle

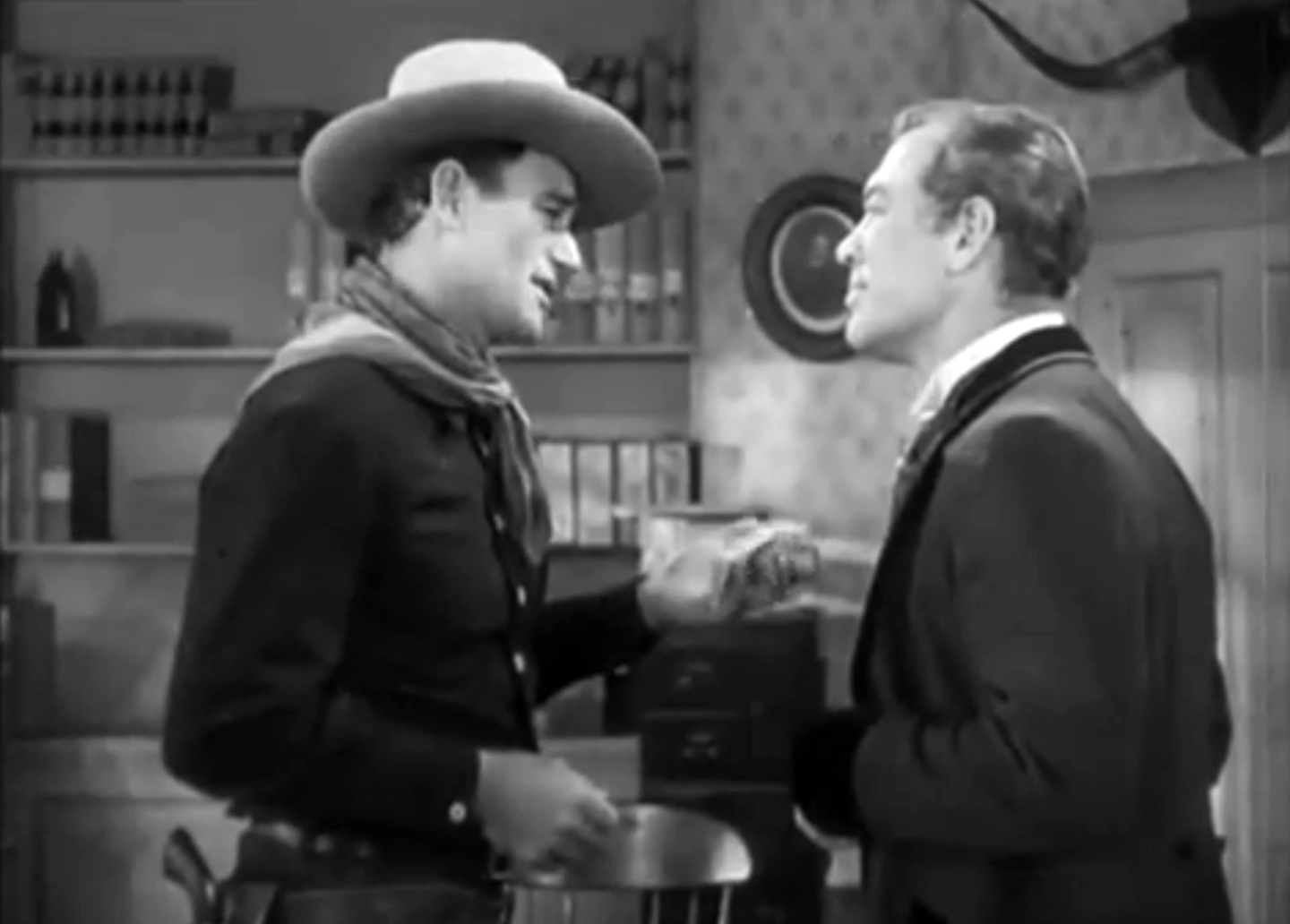
John Wayne e Ward Bond no trailer de Tall in the Saddle.

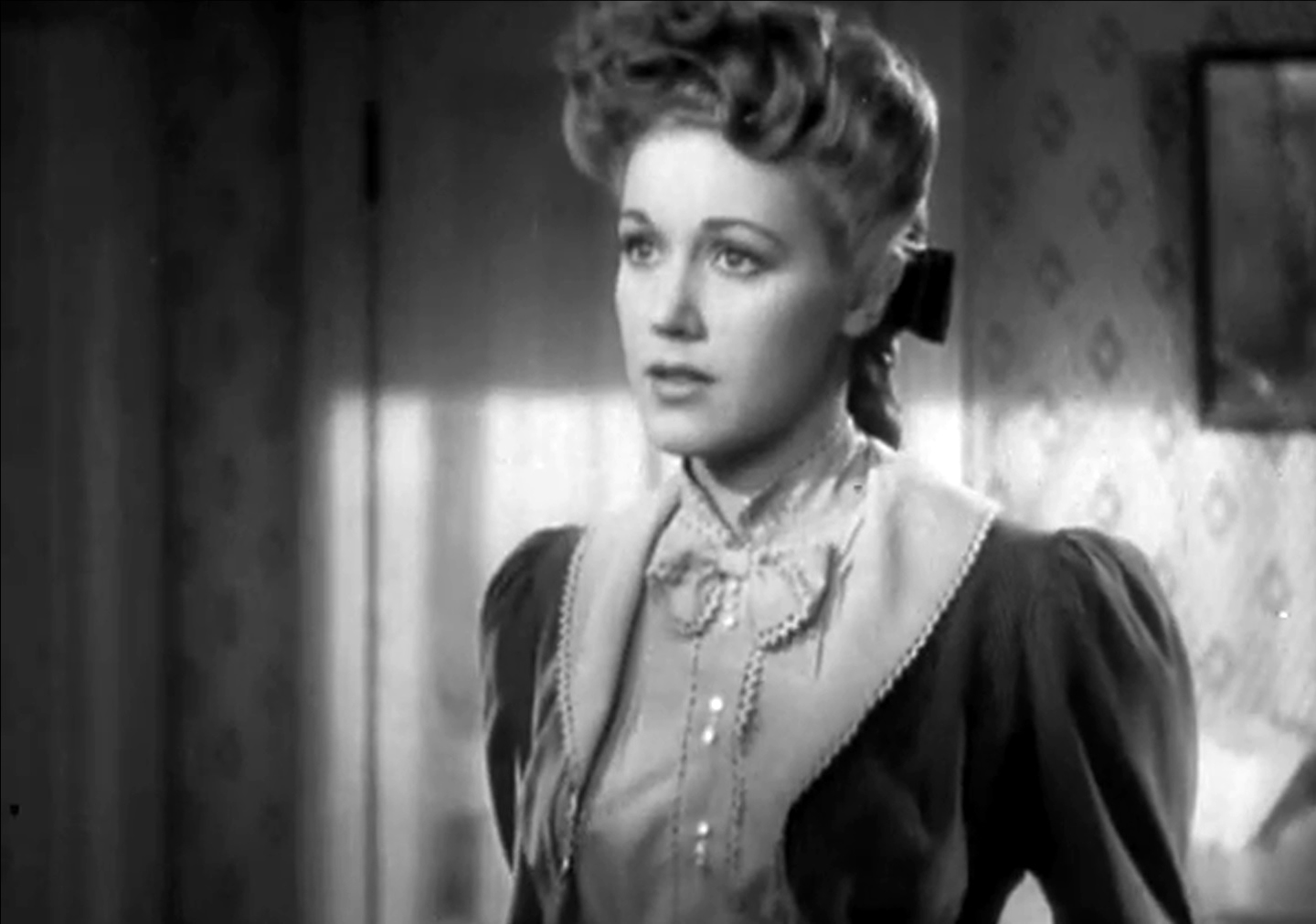
Audrey Long também no trailer de Tall in the Saddle.

Tall in the Saddle (bra: Adorável Inimiga; prt: A Indomável) é um filme estadunidense de 1944, do gênero faroeste romântico, dirigido por Edwin L. Marin e estrelado por John Wayne e Ella Raines.

## A produção
Primeiro produto de um novo contrato do astro Wayne com a RKO Radio Pictures, Tall in the Saddle é, antes de tudo, um filme de romance e mistério ambientado no Velho Oeste..
Entre os atrativos capazes de levar gente às salas exibidoras, contam-se dois assassinatos, diversos tiroteios, três lutas a socos, duas belas garotas e um caubói durão e misógino. O público deixou-se seduzir e Tall in the Saddle foi um dos poucos filmes da RKO a dar lucro no ano.
Paul Fix, que também atua na película, foi um dos roteiristas, com Michael Hogan. Fix, ator em mais de trezentas produções para o cinema e televisão, participou do roteiro de outros dois filmes: Ring of Fear (1954) e The Notorious Mr. Monks (1958).

## Sinopse
Rocklin, vaqueiro que despreza as mulheres, vai trabalhar em um rancho próximo à cidade de Santa Inez. Ao chegar, porém, descobre que o proprietário foi assassinado e que as terras agora são administradas por Clara e sua tia. Ele, então, recusa-se a aceitar o cargo, mas concorda em pegar com o juiz Garvey a carta que daria a Clara a posse legal do rancho. Acontece que o corrupto e ambicioso juiz já queimou o documento, pois deseja apossar-se de tudo no lugar. Entre uma refrega e outra contra as investidas do juiz, Rocklin e Arly, outra rancheira, se apaixonam. Daí, ele muda sua opinião sobre o sexo oposto.

## Elenco
| Ator/Atriz           | Personagem         |
| -------------------- | ------------------ |
| John Wayne           | Rocklin            |
| Ella Raines          | Arly Harolday      |
| Ward Bond            | Juiz Robert Garvey |
| George 'Gabby' Hayes | Dave               |
| Audrey Long          | Clara Cardell      |
| Elisabeth Risdon     | Elizabeth Martin   |
| Don Douglas          | Harolday           |
| Paul Fix             | Bob Clews          |
| Russell Wade         | Clint Harolday     |
| Emory Parnell        | Xerife Jackson     |
| Raymond Hatton       | Zeke               |
| Harry Woods          | George Clews       |

## Literatura
- HARDY, Phil, The Encyclopedia of Western Movies, Londres: Octopus Books, 1985 (em inglês)